# Michael Schneider (evangelischer Theologe)
Michael Schneider (* 13. Juli 1977 in Frankfurt am Main) ist ein deutscher evangelischer Theologe und Präses der Evangelischen Kirche von Kurhessen Waldeck.

## Leben
Michael Schneider wuchs in Elm, einem Stadtteil von Schlüchtern auf. Er absolvierte 1996 sein Abitur am Ulrich-von-Hutten-Gymnasium. An der Johann Wolfgang Goethe-Universität Frankfurt am Main studierte er Evangelische Theologie, Mathematik und Philosophie für das Lehramt am Gymnasium. Dort arbeitete er nach der ersten Staatsprüfung im Jahr 2002 als Wissenschaftlicher Mitarbeiter im Fachbereich Evangelische Theologie in den Bereichen Neues Testament und Geschichte der Alten Kirche. 2008 promovierte er zum Doktor der Theologie.
2009 übernahm Schneider die Leitung und Geschäftsführung des Dekanats am Fachbereich Evangelische Theologie an der Frankfurter Goethe-Universität. Seit dem Jahr 2022 ist Schneider zudem Studiendekan des Fachbereichs. Darüber hinaus ist er als Lehrbeauftragter für Liturgik und Hymnologie an der Hochschule für Musik und Darstellende Kunst Frankfurt am Main tätig sowie als Dozent an der Kirchenmusikakademie Schlüchtern.
Zusätzlich ist er regelmäßig als nebenamtlicher Organist (Unterricht zunächst bei KMD Christian Hoffmann, ab 1995 bei KMD Gunther Martin Göttsche), Klavierlehrer sowie Begleiter von Chören und Solisten in Schlüchtern und der Region tätig. Zunächst ab 1992 in Marjoß (Maria-Magdalenen-Kirche) und Jossa. Später hauptsächlich in Schlüchtern (Stadtkirche St. Michael), Elm (Ev. Kirche) und Niederzell (Petrus-Lotichius-Kirche). Im Jahr 1995 legte Schneider die C-Prüfung an der Kirchenmusikakademie in Schlüchtern ab. Seit dem Jahr 2000 leitet er das Vokalensemble Schlüchtern und seit 2018 zusammen mit der Bezirkskantorin den Kinder- und Jugendchor St. Michael Schlüchtern. Im Jahr 2017 würdigte der Bischof der Evangelischen Kirche von Kurhessen-Waldeck Martin Hein sein Wirken als Chorleiter und Organist, aber auch seine Mitwirkung auf landeskirchlicher Ebene, wo er unter anderem an der Erstellung des EGplus, dem Beiheft der Evangelischen Kirchen von Kurhessen-Waldeck und in Hessen-Nassau zum Evangelischen Gesangbuch, mitwirkte, mit die Verleihung des Titels „Kantor“ durch den Landeskirchenmusikdirektor Uwe Maibaum.
Er war Mitglied der 13. Landessynode und im Rat der Landeskirche tätig. Im Mai 2022 wurde er zum Präses der 14. Synode der Evangelischen Kirche von Kurhessen-Waldeck gewählt.
Schneider ist mit Pfarrerin Simone Schneider verheiratet und hat zwei Kinder.

## Forschungsschwerpunkte
Schneiders Forschungsschwerpunkte und Interessen sind die Bibel in Liturgie, Predigt und Kirchenmusik, Hymnologie und Kirchenmusikgeschichte, Bibeldidaktik und Hochschuldidaktik, Bibel in der Gegenwartskultur, Matthäusevangelium, Paulinische Theologie sowie Neutestamentliche Hermeneutik und Methodologie.

## Publikationen

### Monographien und Sammelbände
- Gottes Gegenwart in der Schrift. Intertextuelle Lektüren zur Geschichte Gottes in 1Kor (NET – Neutestamentliche Entwürfe zur Theologie). A. Francke, Tübingen/Basel 2010, ISBN 978-3-7720-8379-2.
- als Hrsg. mit Christian Wiese, Stefan Alkier: Diversität – Differenz – Dialogizität. Religion in pluralen Kontexten. Berlin u. a. 2017, ISBN 978-3-11-053087-2.
- mit Dominic Blauth, Michael Rydryck: Freundschaft in den Texten und Kontexten des Neuen Testaments. Festschrift Stefan Alkier zum 60. Geburtstag (= NET – Neutestamentliche Entwürfe zur Theologie, 30). Tübingen u. a. 2021, ISBN 978-3-7720-8734-9.
- mit Anke von Legat: Große Botschaft in kleinen Texten. Bibelauslegungen in Medien der Gegenwartskultur (= Biblische Argumente in öffentlichen Debatten, 2). Brill/Schöningh, Paderborn 2022, ISBN 978-3-506-79119-1.
- mit Michael Rydryck: Bibelauslegung. Grundlagen, Textanalysen, Praxisfelder. Vandenhoeck & Ruprecht, Göttingen 2022, ISBN 978-3-525-71699-1.
- Singen. Praktische Theologie konkret – Mit Musik Gottesdienst und Gemeindearbeit gestalten Vandenhoeck & Ruprecht, Göttingen 2024, ISBN 978-3-525-60027-6

### Herausgebertätigkeiten
- Mitherausgeber des neutestamentlichen Teils des Internetlexikons WiBiLex